# Aleph - The Cult Club
L’Aleph - The Cult Club, nato come Aleph, poi divenuto Aleph - The Cult Club  e in seguito Ethos Mama Club, fu uno storico locale e club italiano attivo tra il 1980 ed il 1986, menzionato come "seminale" per lo sviluppo della scena new wave e new romantic  italiana.

## Storia dell'Aleph - The Cult Club

### 1980: L’apertura e il primo anno
L'Aleph nacque nell'estate del 1980 a Gabicce, piccola località della costa adriatica – allora ribattezzata East Coast – grazie alla lungimiranza di Maurizio Innocenti, imprenditore riminese, e del disc jockey Iano Betti, già noto nelle discoteche della riviera degli anni '70.
Nei primi anni di attività la selezione musicale era curata dai DJ Iano e in seguito da Achille Franceschi del Disco d'Oro (titolare di un noto negozio di dischi bolognese). Iano caratterizzò l'anima del locale proponendo audaci selezioni musicali industriali e sperimentali e selezioni dei migliori brani della new wave, post punk e del new romantic. 
L'immagine generale e la grafica, dal 1980 al 1983, erano affidate a Sandro "Alex" Cevoli, altro personaggio della nuova scena musicale della riviera romagnola, il quale ebbe l'intuito di creare uno spazio moderno, suggerendo soluzioni davvero innovative, come ad esempio eliminare i muri divisori, tutti gli elementi decorativi, tappezzerie e specchi, per lasciare a vista solo i tubi dell'aria condizionata, allestendo l'interno con residui bellici e poltroncine da aereo da caccia (recuperate direttamente a Gambettola, paradiso di certi residuati bellici) e posizionando sparsi monitor video e un biliardo. Fondamentale era infatti il ruolo che veniva attribuito all'estetica del locale: esso, nel primo anno di vita (1980), si opponeva radicalmente al trend di lussuose discoteche come la vicina nota Baia degli Angeli, proponendo un ambiente vuoto, scarno, totalmente ricoperto da piastrelle bianche, illuminato da luci al neon, ispirato alle stazioni metropolitane, coerente con il motto del locale che era "Aleph, il locale vuoto come te" (ambiguamente, lo slogan si riferiva sia al fatto che inizialmente il locale non fosse frequentato sia al vuoto interiore di coloro che non comprendevano l'importanza di un luogo come quello, preferendo le classiche discoteche di dance music). 
Nel biennio 1984/85 la grafica, il design e gli arredi del locale furono affidati al gruppo "Complotto Grafico" (in particolare alle cure di uno dei suoi componenti, Giovanni Tommaso Garattoni, che alcuni anni dopo sarà tra i fondatori del movimento Bolidismo).

### 1981-1984: L’Aleph come un bunker
Nella primavera del 1981 l'Aleph radicalizzò l'estetica del club dipingendo l'esterno dello stabile con i tipici colori da mimetica e recintando la cancellata esistente con il filo spinato, conferendogli così l'aspetto di una zona militare, su suggerimento di Marzia Fraternale, collaboratrice di Alex.. All'interno in una piccola sala venivano proiettati video legati all'arte ed alla musica, alla Factory di Andy Warhol, oppure all'architettura radicale. In questo periodo ai DJ già presenti si aggiunsero Franco Fattori, personaggio emblematico dell'ambiene underground riminese e non solo; Jimmy Innocenti, figlio di Maurizio, musicista e amante come il padre della musica; Ricci, che diverrà anni dopo uno dei DJ di punta del Cocoricò. Sono del 1981 poi i concerti di gruppi come The Birthday Party, Snakefinger, Tuxedomoon e Siouxsie and the Banshees.

### 1984-1986: L'Aleph e l'estetica vittoriana
Nel 1984 l'Aleph ripensò totalmente il locale ispirandosi all'estetica dell'età vittoriana e aggiungendo al nome "The Cult Club". Nacque in questo periodo la sala privé del locale denominata Oscar Wilde Room, in cui Garattoni ricoprì le pareti di arazzi dalle ritmiche orientali, stoffe in broccato, immagini religiose accostate a bodegones e lampadari in vetro di Murano. Anche la grafica, a cura del Complotto Grafico, cambiò radicalmente, passando dai vecchi manifesti in stile punk-wave composti da cut-up ciclostilati o fotocopiati (realizzati da Alex e Marzia), a stampe in quadricromia che riprendevano spesso la forma del santino e la riproduzione di immagini sacre, oppure di foto di poeti ed artisti appartenenti al decadentismo europeo.

## Ethos Mama Club
Nel 1987, con il progressivo decadere dell'attenzione sulla scena new wave e dark wave, l'Aleph - The Cult Club si trasformò nell'Ethos Mama Club, un locale che vedeva la direzione artistica di Maurizio Monti e la grafica curata da Andrea Carnoli, destinato a diventare, negli anni successivi uno dei punti fermi della scena house della "East coast".

## Alcuni musicisti presentati all'Aleph
- A Certain Ratio[1]
- Blurt
- Christian Death
- Baciamibartali
- Boohoos
- CCCP Fedeli alla linea
- James Chance and the Contortions[1]
- Charlie'n'Brooks[3]
- The Danse Society[3]
- Death SS
- Defunkt
- Drivers[3]
- EXXESS
- Gaznevada
- Kirlian Camera
- Litfiba[5]
- Maximum Joy[3]
- Minimal Compact
- Minny Pops
- Modern English
- The Monochrome Set[1]
- Nabat[3]
- Not Moving
- Noise Area[3]
- Palais Schaumburg
- Polyrock (New York City)
- Psychic TV
- Rip Off[3]
- Section 25[1]
- Siouxsie and the Banshees[1]
- Snakefinger[3]
- Spear of Destiny
- The Sound
- Suicide
- Surprize
- The Birthday Party[3]
- The Rezillos
- Tuxedomoon[3]
- Urban Verbs[3]